# Joseph Tarife Durero

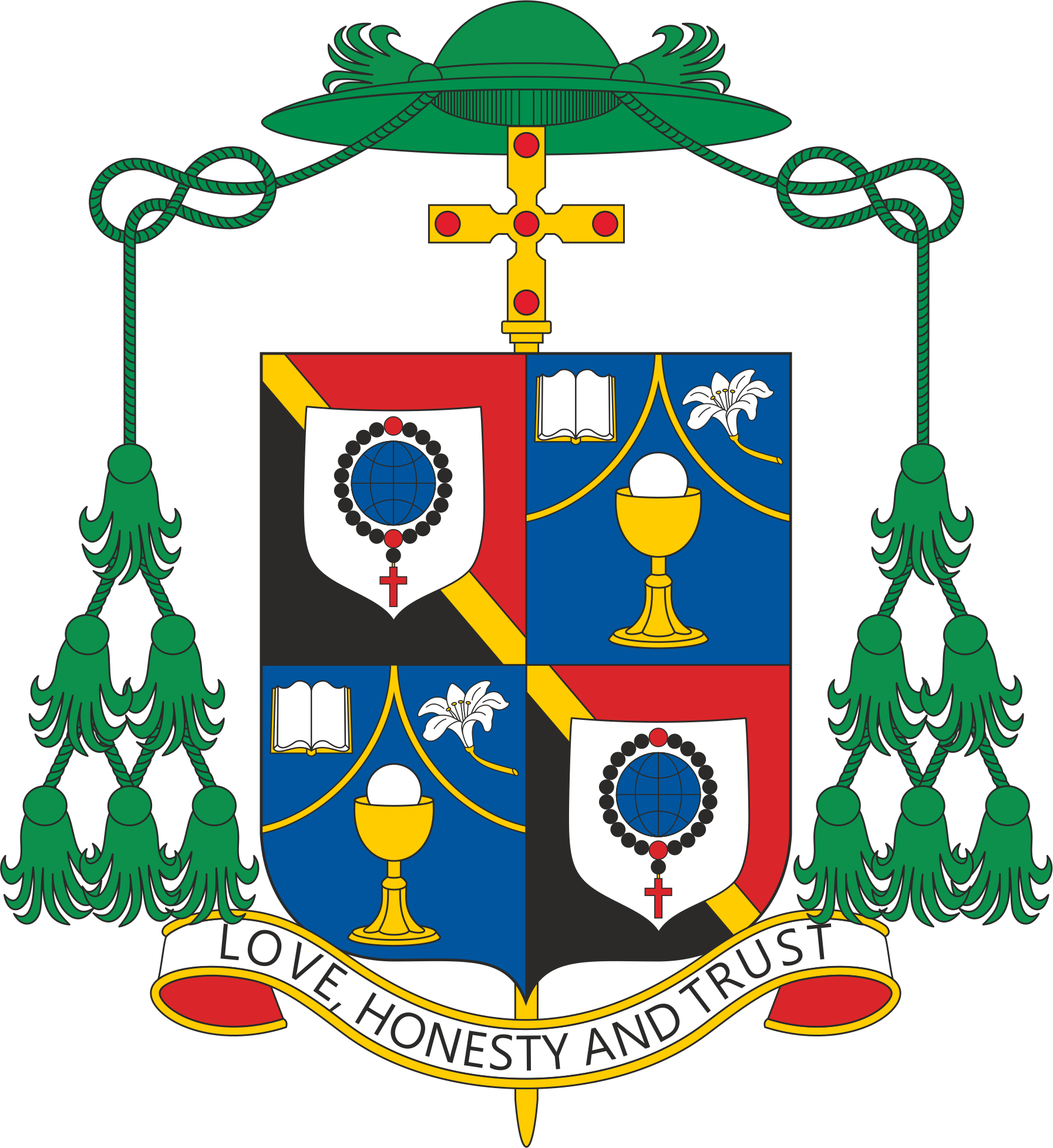
Bischofswappen von Joseph Durero

Joseph Tarife Durero SVD (* 13. April 1969 in Dapa, Surigao del Norte) ist ein philippinischer Ordensgeistlicher und römisch-katholischer Bischof von Daru-Kiunga in Papua-Neuguinea.

## Leben
Joseph Tarife Durero trat der Ordensgemeinschaft der Steyler Missionare bei, studierte in seinem Heimatland Philosophie und Theologie und legte am 25. Mai 1995 die ewige Profess ab. Am 12. Dezember desselben Jahres empfing er das Sakrament der Priesterweihe.
Nach der Priesterweihe war er in der Pfarrseelsorge in Papua-Neuguinea tätig. Von 2008 bis 2013 und von 2017 bis 2019 war er Distriktsoberer seines Ordens in Madang. Von 2009 bis 2010 war er für die Berufungspastoral seiner Gemeinschaft verantwortlich und ab 2017 gehörte er dem Rat der Steyler Missionare für Papua-Neuguinea an. Im Erzbistum Madang war er seit 2013 Generalvikar und seit 2018 außerdem Administrator der Kathedrale.
Am 23. Mai 2021 ernannte ihn Papst Franziskus zum Bischof von Daru-Kiunga. Der Erzbischof von Port Moresby, John Kardinal Ribat MSC, spendete ihm am 29. August desselben Jahres die Bischofsweihe. Mitkonsekratoren waren der Apostolische Nuntius in Papua-Neuguinea, Erzbischof Fermín Emilio Sosa Rodríguez, und sein Amtsvorgänger als Bischof von Daru-Kiunga, Gilles Côté SMM.